# 이모 (당 현종)
수왕 이모(壽王 李瑁, 720년 ~ 775년)는 중국 당나라의 황족 종실이며 당 현종 이융기의 서자(庶子)이다. 아명(兒名)은 이청(李淸)·이창(李琩)이며 725년 이모(李瑁)로 개명(改名)하였다. 불교 승려 법명은 기용(岐溶)이다.

## 생애
13세 시절이던 733년에 1년 연상 양옥환과 결혼하였고 16세 시절이던 736년 후실 위씨(後室 韋氏)를 측실(側室)로 들였지만 738년 1월 5일, 모후 무혜비 훙서 후에 740년 현종 이융기에게 양옥환을 측실로 빼앗긴다. 그 시절 21세였던 수왕 이모는 그 시절까진 양옥환과의 사이에서는 아직도 자녀가 없었지만 측실 위씨(側室 韋氏)를 비롯한 측실 2명의 사이에서는 서얼 자녀들이 있었다. 양옥환을 빼앗기고 측실 2명, 서얼 자녀들과 함께 황궁 궁궐과 사저 바깥으로 모두 축출되어 끝내 기용(岐溶)이라는 승려 법명으로써 불교 승려 출가를 하였다. 그렇지만 불교 승려 출가 이후로도 그는 자유 축첩(自由 蓄妾)을 일삼으면서 일평생 동안 슬하 5남 22녀(27남매)를 두기도 했다.